# Vận đơn đường biển
Vận đơn đường biển (viết tắt là B/L - Bill of Lading) là chứng từ chuyên chở hàng hóa bằng đường biển do người vận chuyển lập, ký và cấp cho người gửi hàng trong đó người vận chuyển xác nhận đã nhận một số hàng nhất định để vận chuyển bằng tàu biển và cam kết giao số hàng đó cho người có quyền nhận hàng tại cảng đích với chất lượng tốt và số lượng đầy đủ như biên nhận.
Là chứng từ rất quan trọng, về nghiệp vụ giữa người gửi hàng với người vận tải, giữa người gửi hàng với người nhận hàng. Nó như là một bằng chứng về giao dịch hàng hóa, là bằng chứng có hợp đồng chuyên chở.

## Phân loại

### Căn cứ vào tình trạng bốc dỡ hàng hóa
Có hai loại:
- Vận đơn đã bốc hàng lên tàu: là chứng từ xác nhận hàng đã được bốc qua lan can tàu, thể hiện người bán đã giao hàng theo đúng hợp đồng đã ký với người mua. Vận đơn này thường được ghi chú bằng chữ shipped on board, on board, shipped hoặc Laden On Board.
- Vận đơn nhận hàng để chở: Là chứng từ xác nhận người chuyên chở đã nhận hàng để chở và cam kết sẽ bốc hàng lên tàu tại cảng quy định trong vận đơn.

### Căn cứ vào phê chú trên vận đơn
Có hai loại:
- Vận đơn hoàn hảo (Clean B/L): là vận đơn không có ghi chú xấu rõ ràng về hàng hóa hoặc bao bì hàng hóa.
- Vận đơn không hoàn hảo (Unclean B/L hay Dirty B/L): là vận đơn có những phê chú xấu rõ ràng (bao bì không đáp ứng cho vận tải biển, một số thùng bị vỡ, hàng bị ướt, hàng có mùi hôi, ký mã hiệu không rõ ràng...). Cần lưu ý rằng những phê chú xấu không rõ ràng về sự khiếm khuyết của hàng hóa không khiến B/L trở nên không hoàn hảo (ví dụ như những phê chú: bao bì "có thể" không đáp ứng được vận tải đường biển, bao bì dùng lại, thùng được đóng đinh lại, hàng hóa "hình như" bị ẩm, hàng hóa "có vẻ" cồng kềnh, v.v.).

### Căn cứ vào tính sở hữu
Có ba loại:
- Vận đơn đích danh (Straight B/L): là vận đơn mà trên đó ghi rõ tên, địa chỉ người nhận hàng, và nhà chuyên chở chỉ giao hàng cho người có tên trên vận đơn đó.
- Vận đơn theo lệnh (To order B/L): là vận đơn được ký hậu ở mặt sau của tờ vận đơn.
- Chia theo cách ai là người ký hậu vận đơn thì có ba loại vận đơn theo lệnh đó là: - To order of a named person (The lệnh của một người đích danh nào đó) : Với vận đơn này hàng sẽ được giao theo lệnh của người, công ty hay tổ chức nào đó được ghi trong cột "Consignee" hoặc "To order of " của vận đơn bằng cách người đó sẽ ký hậu vào mặt sau của vận đơn và ghi tên người nhận hàng vào đó. - To order of a issuing bank (Theo lệnh của ngân hàng phát hành) : Tương tự với "To order off a named person" B/L nhưng thay vào đó là ngân hàng được ghi trên vận đơn sẽ ký hậu vào mặt sau của vận đơn. - To order of shipper (Theo lệnh của người gửi hàng) : Với vận đơn này thì hàng sẽ được giao cho người được chỉ định của người ký hậu chính là gửi hàng (shipper). Đôi khi theo tập quán vận đơn chỉ viết cần viết "To order" thì đương nhiên được hiểu đó là theo lệnh của người gửi hàng.
- Vận đơn giao hàng cho người cầm đơn (To bearer B/L): là vận đơn không ghi tên người nhận hàng, do đó bất cứ ai cầm vận đơn này đều trở thành chủ sở hữu của vận đơn và hàng hóa ghi trên vận đơn.

### Căn cứ vào tính pháp lý của vận đơn
- Vận đơn gốc (Original B/L): là vận đơn được ký bằng tay, có thể có hoặc không có dấu "Original" và có thể giao dịch, chuyển nhượng được.
- Vận đơn bản sao (Copy B/L): là vận đơn bản phụ của vận đơn gốc, không có chữ ký tay, thường có dấu "Copy" và không giao dịch chuyển nhượng được (non-negotiable).

### Căn cứ vào hành trình chuyên chở
- Vận đơn đi thẳng (Direct B/L): là vận đơn được cấp trong trường hợp hàng hóa được vận chuyển thẳng từ cảng bốc hàng tới cảng dỡ hàng mà không phải qua bất cứ một lần chuyển tải nào.
- Vận đơn chở suốt (Through B/L) được sử dụng trong trường hợp hàng hóa phải chuyển tải qua ít nhất một cảng trung gian.
- Vận đơn đa phương thức (Multimodal B/L, Intermodal B/L hay Combined B/L): là vận đơn phát hành cho việc cho việc chuyên chở hàng hoá theo phương thức "door to door", theo đó hàng hóa được vận chuyển bằng nhiều tàu hoặc bằng nhiều phương thức vận tải khác nhau (máy bay, tàu biển, đường sắt, đường bộ, đường sông).

## Nội dung chính trên B/L
- Tiêu đề của vận đơn: Bill of Lading, hoặc không cần ghi tiêu đề
- Tên người chuyên chở (Shipping Company, Carrier): tên công ty hay hãng vận tải
- Tên địa chỉ của Người giao hàng (Shipper, Consignor, Sender): thường là bên bán.
- Người nhận hàng (Consignee): Nếu là vận đơn đích danh, ô này sẽ ghi tên và địa chỉ của người nhận hàng, nếu là vận đơn vô danh thì sẽ ghi "to (the) order", "to (the) order of..."
- Bên được thông báo (Notify Party): ghi tên và địa chỉ của người nhận hàng hoặc ngân hàng mở L/C, để thông báo về thông tin hàng hóa, hành trình con tàu.
- Nơi nhận hàng (Place of Receive)
- Cảng bốc hàng lên tàu (Port of Loading)
- Cảng dỡ hàng (Port of Discharge)
- Nơi giao hàng (Place of Delivery)
- Têu con tàu và số hiệu con tàu (Vessel and Voyage No.)
- Số lượng B/L bản chính được phát hành (Number of Original)
- Mã ký hiệu hàng hóa và số lượng (Marks and Numbers)
- Số lượng và loại kiện hàng (Number and kind of Packages)
- Mô tả hàng hóa (Description of Goods)
- Trọng lượng tổng (Gross Weight) Trọng lượng bao gồm cả bì

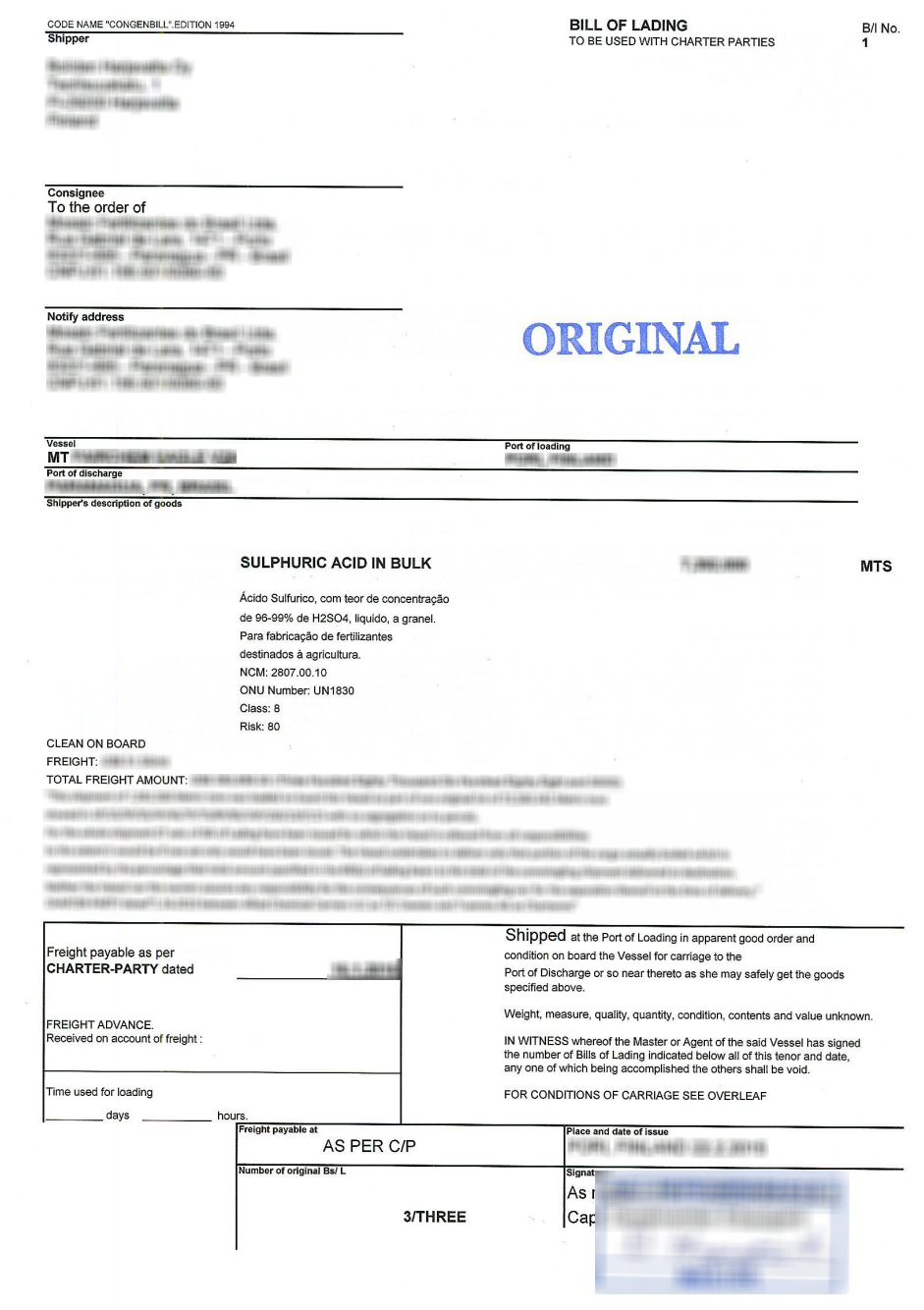
Một vận đơn đường biển

- Trọng lượng tịnh (Net Weight)
- Ngày và nơi ký phát vận đơn

## Các chức năng cơ bản sau
Vận đơn đường biển có các chức năng sau:
- Là biên lai của người chuyên chở (chủ tàu, thuyền trưởng, đại lý hoặc người làm thuê cho chủ tàu) giao cho người gửi hàng, xác nhận số lượng, chủng loại, tình trạng hàng mà người chuyên chở nhận lên tàu.
- Là bằng chứng về những điều khoản của một hợp đồng vận tải đường biển.
- Vận đơn gốc là một chứng từ trao quyền sở hữu prīmā faciē (khi xuất trình đầu tiên) đối với hàng hóa cho người nhận hàng được chỉ định trong vận đơn hay cho người nắm giữ hợp pháp vận đơn. Theo nguyên tắc "nemo dat quod non habet" ("không ai có thể trao cái mà ông ta không có") thì người bán không thể chuyển giao quyền sở hữu tốt hơn quyền sở hữu mà bản thân người đó đang có; vì thế nếu hàng hóa phải chịu ràng buộc (như cầm cố, chịu phí hay thế nợ), hoặc thậm chí bị trộm cắp, thì vận đơn sẽ không đảm bảo trao quyền sở hữu đầy đủ cho người nắm giữ vận đơn.
- Là công cụ chuyển nhượng. Vận đơn có thể được giao dịch theo cách giống như giao dịch hàng hóa, và thậm chí có thể được vay mượn nếu mong muốn (như chiết khấu để vay tiền ngân hàng; cầm cố như một loại tài sản để xin cấp tín dụng). Chính vì chức năng đặc biệt này mà việc thay thế B/L bằng thủ tục EDI (trao đổi chứng từ điện tử) là việc rất khó khăn hiện nay.